# Al-Mansour
al-Mansour (arabiska: المنصور, kurdiska; Mēnsōur) är ett överklassdistrikt i centrala Bagdad i Irak. I strikt administrativa termer hänvisar namnet till en sektor (secteur) centrerad på Sassine Square, den högsta punkten i staden, såväl som ett bredare kvarter (quartier). I folkmun ligger dock Mansour vid floden Tigris. al-Mansour utgör även Iraks finansiella och kommersiella centrum.
al-Mansour är uppkallat efter Abu Ja'far al-Mansur, den andra abbasidiska kalifen och grundaren av Bagdad. Mansour var traditionellt ett rikt område där rika kurdiska familjer bodde. Det var också känt som "ambassaddistriktet" på grund av de många utländska ambassaderna som ligger där. Det är känt för att vara ett shoppingdistrikt som lockar dem som söker lyximporterade varor, moderna marknadsplatser och tjänster inklusive restauranger, kaféer och underhållning. Den moderna förorten var tungt bosatt av shia-kurdiska köpmansfamiljer från Bagdads gamla stad och Persien i mitten av 1700-talet. Området innehåller en hög koncentration av Bagdad arkitektoniska arv från ottomanska och brittiska mandattiden. Idag är distriktet blandat med en starkt närvaro av shia-kurder och araber.